# Elov & Beny
Elov & Beny är en svensk musikgrupp från Örebro bestående av duon Mattias "Elov" Elovsson (född 1989) och Oscar "Beny" Kilenius (född 1990). Gruppen bildades år 2008, och blev under 2022 en av  Sveriges mest spelade artister med en miljon lyssningar varje månad på Spotify.[källa behövs]
Tillsammans med Sofie Svensson & Dom Där, har de fått stora framgångar med sommarplågan "Bubbel på balkongen", som har hamnat på en andraplats på topplistan i både Sverige och Norge och fått 24 miljoner streams på Spotify, samt en miljon visningar på Youtube. Deras låt, "Cheva på fredag", blev dessutom den fjortonde mest spelade låten i Sverige redan på dess releasedag. Utöver detta har de även gjort andra kända hitlåtar som "Supa sova sex och likes", "Blåser upp till grogg" och "Kommer över dig".
Elov & Beny deltog i Melodifestivalen 2023 med låten "Raggen går", skriven av duon själva, tillsammans med Johan Werner, Kristian Wejshag och Tim Larsson. De framförde denna låt i den första deltävlingen i Göteborg den 4 februari 2023, för att sedan ta sig vidare till semifinalen i Örnsköldsvik (som ägde rum den 4 mars).

## Diskografi

### Album
- 2019 – Supa Sova Sex & Likes.

### Ep
- 2011 – Tanka skiten vi bryr oss inte.

### Singlar
- 2008 – Singel och sökande.
- 2009 – Hal som en tvål.
- 2010 – Kändisar.
- 2011 – 15 minuter en kvart.
- 2014 – Tog en för laget.
- 2014 – Fasad.
- 2014 – Vuxendans.
- 2014 – Kommer över dig.
- 2017 – Om du bara visste.
- 2017 – Kör.
- 2017 – Var ska vi sova inatt.
- 2018 – Anti julen.
- 2018 – Paraplydrink.
- 2019 – Supa Sova Sex & Likes.
- 2019 – Första stenen (tillsammans med SILHUETT).
- 2019 – Kommer du så kommer jag (tillsammans med 2 Blyga Läppar).
- 2020 – Blåser upp till grogg.
- 2021 – Wingman.
- 2021 – Vilda sjömän (Sea shanty).
- 2021 – Pettersson (Cervezas por favor boom boom pow Bella ciao ciao ciao).
- 2021 – En riktig man.
- 2021 – Hal som en tvål, akustisk live.
- 2021 – Duktig nykterist.
- 2021 – Om du skulle lämna mig.
- 2022 – Sup mig snygg.
- 2022 – Du lever bara en gång.
- 2022 – Bubbel på balkongen (tillsammans med Sofie Svensson & Dom Där).
- 2022 – Cheva på fredag.
- 2022 – Fast i liften.
- 2024 – Rödvin & Rosé